# اثبات یکتایی
مباحثی از ریاضیات گسسته انواع ریاضیاتی که تحت عنوان ریاضیات گسسته شناخته می‌شود و انواع مسائلی که این نوع ریاضیات برای حل آنها به کار گرفته می‌شود با استفاده از تعدادی مثال بهتر فهمیده خواهد شد بعضی از این مثالها به طور کلی ریاضی و بعضی مربوط به مسائل علمی خواهند بود این مثالها هرگز همه شاخه‌های ریاضی موجود در ریاضیات گسسته را در بر نمی‌گیرد بلکه منظور از آوردنشان تنها این است که روحیه حاکم بر ریاضیات گسسته و کاربردهای آن نشان داده شود. اما شاخه‌هایی از ریاضیات گسسته که در زیر مورد بحث قرار خواهیم داد گستره گوناگونی از کاربردهای عملی را در برخواهند داشت. همچنین تذکر این نکته ضروری است که از نظر آموزشی بهتر است ریاضیات گسسته و پیوسته به همراه همدیگر تعلیم داده شوند.
به شیوه‌های مختلف می‌توان مفهوم حوزه یکتائی تجزیه را از حلقه‌های جابجائی به حلقه هائی که لزوماً جابجائی نیستند وسعت داد. برخی از این توسیع‌ها عبارتنداز: حلقه C- یکتائی تجزیه آری، حلقه نوتری با یکتائی تجزیه برای عناصر نرمال یک، حوزه یکتائی تجزیه نوتری آوی و حلقه یکتائی تجزیه نوتریلال D. در مقالات مربوطه ثابت شده است که تمامی این مفاهیم توسیع مفهوم حوزه یکتائی تجزیه (به مفهوم معمول درجبیر جابجائی) می‌باشند.
علاوه براین مفهوم حلقه یکتائی تجزیه نوتری توسیعی از مفهوم حوزه یکتائی تجزیه نوتری، و مفاهیم حلقه O- یکتائی تجزیه نوتری و حلقه نوتری با یکتائی تجزیه برای عناصر نرمال توسیعی از مفهوم حلقه یکتائی تجزیه نوتری هستند. برای مطالعه بیشتر دربارهٔ دو توسیع اول یادشده می‌توان به مقالات ذکرشده مراجعه کرد. مفهوم حوزه یکتائی تجزیه نوتری و برخی خواص آن مختصراً در این رساله بیان شده است.
اساس بحث ما را در رساله حاضر حلقه‌های یکتائی تجزیه نوتری تشکیل می‌دهند. مادر طی این رساله ثابت می‌کنیم که حلقه‌های یکتائی تجزیه نوتری تحت توسیعهای ماتریسی و چندجمله‌ای خوش‌رفتارند، علاوه براین خواهیم دید که هر حلقه یکتائی تجزیه نوتری یک ترتیب بیشین است. همچنین نشان می‌دهیم که حلقهء عملگر مشتق و حلقه چند جمله ای های پیچیده توسط یک خودریختی با ضرایب در یک حلقه یکتائی تجزیه نوتری نیز حلقه یکتائی تجزیه نوتری می‌باشند.